# Karl Kurt Peters
Karl Kurt Peters (* 28. August 1905 in Deutschland; † nach 1992) war ein deutscher Übersetzer, der zahlreiche literarische Werke aus dem Schwedischen, Englischen, Niederländischen, Norwegischen und Dänischen ins Deutsche übertragen hat. Besonders bekannt wurde er durch seine Übersetzung der Werke von Astrid Lindgren.

## Leben und Karriere
Karl Kurt Peters wurde am 28. August 1905 geboren.
Im Jahr 1951 begann er mit der Übersetzung seines ersten Astrid-Lindgren-Buches. Nachdem Cäcilie Heinig, die Übersetzerin der Pippi-Langstrumpf-Geschichten, sowie des ersten Kalle-Blomquist-Romans verstorben war, suchte der Verleger Friedrich Oetinger nach einem neuen Übersetzer für die Astrid-Lindgren-Geschichten. Er fand ihn in Karl Kurt Peters. Dieser übersetzte zunächst Kalle Blomquist lebt gefährlich und danach viele weitere Werke von Astrid Lindgren. Später erschienen auch die Bullerbü-Geschichten in deutscher Übersetzung von Karl Kurt Peters. 1955 übersetzte Peters das Buch Mio, mein Mio von Astrid Lindgren vom Schwedischen ins Deutsche. Bis zum Ende der 1960er Jahre übersetzte er für den Oetinger Verlag Geschichten aus dem Schwedischen, Norwegischen, Dänischen, Englischen und Niederländischen. Auch die Neuauflagen der Bücher enthalten die Übersetzungen von Karl Kurt Peters. Außerdem wurden später viele der Kurzgeschichten aus den Büchern Sammelaugust und andere Kinder und Im Wald sind keine Räuber mit der Übersetzung von Peters als einzelnes Bilderbuch herausgebracht.

## Werke

### Eigene Werke
- Kurt Peters: Empfehlungen für die Abfassung von Versuchsberichten, Diplomarbeiten, Dissertationen und Veröffentlichungen, Wien 1955

### Übersetzungen (Auswahl)
aus dem Englischen
- Olive Woolley Burt: Die ruhelosen Mokassins, Hamburg 1954
- Bruce Campbell: Das Rätsel des steinernen Elefanten, Hamburg 1956
- George Frederick Clarke: Die Abenteuer des David Cameron, Hamburg 1954
- Laurie York Erskine: Der Mann aus dem Norden, Hamburg 1954
- Dorothy West Lathrop: Seeräuber wider Willen, Hamburg 1956
- Robert Leighton: Sanftfuss vom Silberfluss, Hamburg 1954
- Robert Leighton: Kiddie, Hamburg 1954
- Robert Leighton: Kiddie, der Held der Prärie, Hamburg 1955
- Robert Leighton: Weisser Büffel, Hamburg 1956
- Robert Leighton: Kiddie der Junge aus dem Westen, Hamburg 1956
- Mary Elwyn Patchett: Unternehmen Mond, Hamburg 1955
- Cecil Bernard Rutley: Der spanische Papagei, Hamburg 1956

aus dem Niederländischen
- Roels Alphons Bruno: Logisch denken, München 1961
- Will C. Burger: Das Geheimnis der Pyramide, Hamburg 1954
- An Rutgers: Lawinen über dem Dorf, Hamburg 1956

aus dem Schwedischen
- Maria Gripe: Der Nachtpapa, Gütersloh/München/Wien 1971, illustriert von Edith Schindler
- Maria Gripe: Der Glastunnel, Zürich/Köln 1976
- Astrid Lindgren: Kalle Blomquist lebt gefährlich, Hamburg 1951
- Astrid Lindgren: Sammelaugust und andere Kinder, Hamburg 1952, illustriert von Ingrid Vang Nyman
- Astrid Lindgren: Im Wald sind keine Räuber, Hamburg 1952, illustriert von Eva Billow
- Astrid Lindgren: Kalle Blomquist, Eva-Lotte und Rasmus, Hamburg 1954
- Astrid Lindgren: Mio, mein Mio, Hamburg 1955, illustriert von Ilon Wikland
- Astrid Lindgren: Mehr von uns Kindern aus Bullerbü, Hamburg 1951, illustriert von Ilon Wikland
- Astrid Lindgren: Immer lustig in Bullerbü, Hamburg 1956, illustriert von Ilon Wikland
- Astrid Lindgren: Nils Karlsson-Däumling, Hamburg 1957, illustriert von Ilon Wikland
- Astrid Lindgren: Polly hilft der Großmutter, Hamburg 1959, illustriert von Ilon Wikland
- Astrid Lindgren: Michel in der Suppenschüssel, Hamburg 1964, illustriert von Rolf Rettich
- Astrid Lindgren: Michel muss mehr Männchen machen, Hamburg 1966, illustriert von Rolf Rettich
- Astrid Lindgren: Michel bringt die Welt in Ordnung, Hamburg 1970, illustriert von Rolf Rettich
- Astrid Lindgren: Pippi außer Rand und Band, Hamburg 1971
- Astrid Lindgren: Immer dieser Michel, Hamburg 1972, illustriert von Björn Berg
- Astrid Lindgren: Drei kleine Schweinchen im Apfelgarten, Berlin 1972, illustriert von Ingrid Jörg
- Astrid Lindgren: Allerliebste Schwester, Hamburg 1974, illustriert von Hans Arnold
- Astrid Lindgren: Lustiges Bullerbü, Hamburg 1977, illustriert von Ilon Wikland
- Astrid Lindgren: Der Räuber Fiolito, Hamburg 1991, illustriert von Rolf Rettich
- Astrid Lindgren: Als Adam Engelbrecht so richtig wütend wurde, Hamburg 1992, illustriert von Marit Törnqvist
- Astrid Lindgren: Im Land der Dämmerung, Hamburg 1995, illustriert von Marit Törnqvist
- Astrid Lindgren: Die Puppe Mirabell, Hamburg 2003, illustriert von Pija Lindenbaum
- Astrid Lindgren: Pelle zieht aus, Hamburg 2006, illustriert von Katrin Engelking
- Hans Peterson: Lena, Hamburg 1968, illustriert von Margret Rettich
- Inger Skote: Abenteuer im Hochhaus, Hamburg 1967, illustriert von Ylva Källström
- Inger Skote: Der geheime Eichenklub, Hamburg 1968, illustriert von Ylva Källström

aus dem Dänischen
- Gunnar Nyborg-Jensen: Unterwegs mit Sören und Anne, Hamburg 1954, illustriert von Joergen Clevin

aus dem Norwegischen
- Else Frogner: 5 fröhliche Kinder, Hamburg 1969, illustriert von Ursula Kirchberg